# Dawit Isaak
Dawit Isaak (sinh ngày 27 tháng 10 năm 1964) là nhà soạn kịch, nhà báo và nhà văn người Thụy Điển gốc Eritrea. Ông đã bị cầm tù ở Eritrea từ năm 2001 mà không đưa ra tòa án xét xử.

## Sự nghiệp
Năm 1987, ông xin tỵ nạn ở Thụy Điển và năm 1992 ông trở thành công dân Thụy Điển. Isaak sống ở thành phố Göteborg ở bờ biển phía Tây Thụy Điển. Khi Eritrea giành được độc lập, Isaak đã trở lại quê hương, kết hôn và có các con.
Ông bắt đầu làm việc như một phóng viên cho tờ báo độc lập đầu tiên của quê hương, tờ Setit. Sau đó ông trở thành người đồng sở hữu tờ báo này.

## Bị tù
Ngày 23.9.2001, Isaak bị bắt tại nhà ông ở Asmara, Eritrea. Cùng thời gian đó, 10 nhà báo độc lập khác và 11 chính trị gia cải cách nổi tiếng của tổ chức gọi là G-15 đã bị bắt, với lý do là đòi hỏi cải cách dân chủ trong một loạt thư gửi cho tổng thống Isayas Afeworki. Báo chí độc lập, trong đó có tờ Setit, đã loan tin đầy đủ về cuộc đối đầu giữa tổng thống và các nhà cải cách.
Trong số các nhà báo và chính trị gia bị cầm tù trong tháng 9 năm 2001, đã có ít nhất 10 người chết trong tù, trong đó có cựu bộ trưởng ngoại giao Mahmud Ahmed Sherifo.

## Vận động phóng thích Isaak
Tháng 4 năm 2002, Ủy ban bảo vệ các nhà báo cho biết là Isaak đã được đưa vào bệnh viện vì bị tra tấn. Chính phủ Eritrea phủ nhận việc ông bị tra tấn, nhưng không cho phép bất cứ ai vào thăm ông. Isaak đã không được đưa ra tòa án xét xử.
Vì ông có 2 quốc tịch Thụy Điển và Eritrea, nên chính quyền Thụy Điển bắt đầu can thiệp để ông được thả ra bằng cách dùng chiến thuật "ngoại giao thầm lặng" (quiet diplomacy) theo nguồn tin của chính phủ.
Ngày 19.11.2005, Isaak được thả ra khỏi nhà tù, và theo nguồn tin chính thức của Eritrea thì ông được thả chỉ để tới khám bệnh nơi một bác sĩ. Sau chỉ 2 ngày được tự do, Isaak lại bị bắt giam khi ông trên đường tới bệnh viện. Ông được cho là bị giam trong nhà tù Carchele ở miền trung Asmara.
Hàng tuần, nhiều tổ chức, trong đó có Phóng viên không biên giới và "Câu lạc bộ báo chí quốc gia Thụy Điển", đều thỉnh cầu Đại sứ quán Eritrea ở Stockholm trả tự do cho Isaak.
Ngày 27.3.2009, bốn trong số 5 tờ báo lớn nhất Thụy Điển là Aftonbladet, Expressen, Dagens Nyheter và Svenska Dagbladet, đăng trên các trang nhất lời thỉnh cầu phóng thích Isaak. Ngoài ra, 5 tờ báo cùng đăng chung các báo cáo về tình trạng của Isaak và một thỉnh cầu chung được trao cho Đại sứ quán Eritrea ở Stockholm ngày 4.5.2009.
Ngày 4.5.2009 có 209.963 người đã ký vào thỉnh nguyện thư yêu cầu trả tự do cho Isaak, trong đó có Benny Andersson, Bruce Springsteen và Clarence Clemons.
Nữ nghệ sĩ Madonna trong một buổi trình diễn nhạc ở London cũng ủng hộ đợt vận động này..
Các người hâm mộ câu lạc bộ bóng đá Örgryte IS của thành phố Göteborg đã chăng một biểu ngữ yêu cầu trả tự do cho Isaak trong một trận đấu trên sân nhà với đội Hammarby IF năm 2009. Câu lạc bộ Örgryte IS đã bị Liên đoàn bóng đá Thụy Điển phạt 10 000 krona Thụy Điển vì phạm nội quy của Liên đoàn, cấm bày tỏ vấn đề chính trị trên khán đài.

## Chính quyền Eritrea trả lời
Ngày 26.5.2009, trong cuộc phỏng vấn của đài truyền hình Thụy Điển TV4, tổng thống Eritrea bác bỏ hoàn toàn vấn đề này khi nói rằng "Chúng tôi sẽ không có bất kỳ vụ xét xử nào trước tòa án và chúng tôi sẽ không trả tự do cho ông ta. Chúng tôi biết phải xử lý loại người như ông như thế nào." và "Đối với tôi, Thụy Điển không liên quan (tới vụ này). Chính phủ Thụy Điển không dính dáng gì tới chúng tôi."
Công tác "ngoại giao thầm lặng", phương pháp mà chính quyền Thụy Điển sử dụng để tìm cách cho Isaak được phóng thích đã bị phương tiện truyền thong đại chúng Thụy Điển chỉ trích, và chủ tịch phân ban Thụy Điển của tổ chức Phóng viên không biên giới, Jesper Bengtsson, đã phát biểu trong tháng 4 năm 2010 rằng: "thật là hổ thẹn khi Dawit vẫn còn ở trong tù và đáng lưu ý là chính phủ Thụy Điển đã không cố gắng hơn nữa để cho ông được thả ra."
Isaak đã được Tổ chức Ân xá Quốc tế công nhận là tù nhân lương tâm.

## Giải thưởng
- Ngày 2.3.2007, Isaak được trao một giải thưởng mới thành lập để tưởng niệm nhà báo Nga Anna Politkovskaya, do Câu lạc bộ báo chí quốc gia Thụy Điển tặng thưởng.
- Ngày 14.3.2010, Isaak được trao "Giải Tự do Ngôn luận" 2009 của Hiệp hội Tác giả Na Uy, trong cuộc họp hàng năm của Hiệp hội này.
- Giải Bút vàng Tự do năm 2011
- Giải Tucholsky của "Trung tâm PEN" Thụy Điển năm 2009